# Мечеть Шукурбейлі
Мечеть Шукурбейлі (азерб. Şükürbəyli məscidi) — шиїтська мечеть в Єревані.
У 1827 після взяття російськими військами Еріванської фортеці, інтер'єр будівлі мечеті змінений і перейменований на церкву «Святої Богородиці».
Мечеть Шукурбейлі нині функціонує як російська православна церква.